# Gelasma epimitra
Gelasma epimitra är en fjärilsart som beskrevs av Turner 1922. Gelasma epimitra ingår i släktet Gelasma och familjen mätare. Inga underarter finns listade i Catalogue of Life.